# 清凉里站
清涼里站（：／ Cheongnyangni yeok */?）是首都圈電鐵1號線、京義·中央線、京春線以及水仁·盆唐線四線交會的一座轉乘車站，同時也是京春線與水仁·盆唐線的起點車站，位於韓國首爾特別市東大門區清涼里洞和典農洞的邊界，1號線的副站名為首爾市立大學。
1938年5月1日本站曾改名為東京城站（동경성역），後於1942年6月1日改回原名。另外本站有KTX及ITX-青春列車停靠。

## 車站構造
本站有出口共6處。

### 首爾交通公社月台
站體為1面2線島式月台的地下車站，候車月台設有月台幕門。本站是首爾地鐵1號線的起點站，往北行駛將與京元線直通運行。
| ↑ 回基   |
| 上 下 \| |
| 祭基洞 ↓ |

| 月台 | 路線             | 目的地                           |
| ---- | ---------------- | -------------------------------- |
| 上行 | ●首都圈電鐵1號線 | 光大學、倉洞、道峰山、逍遙山方向 |
| 下行 | ●首都圈電鐵1號線 | 首爾站、新道林、新昌、仁川方向   |

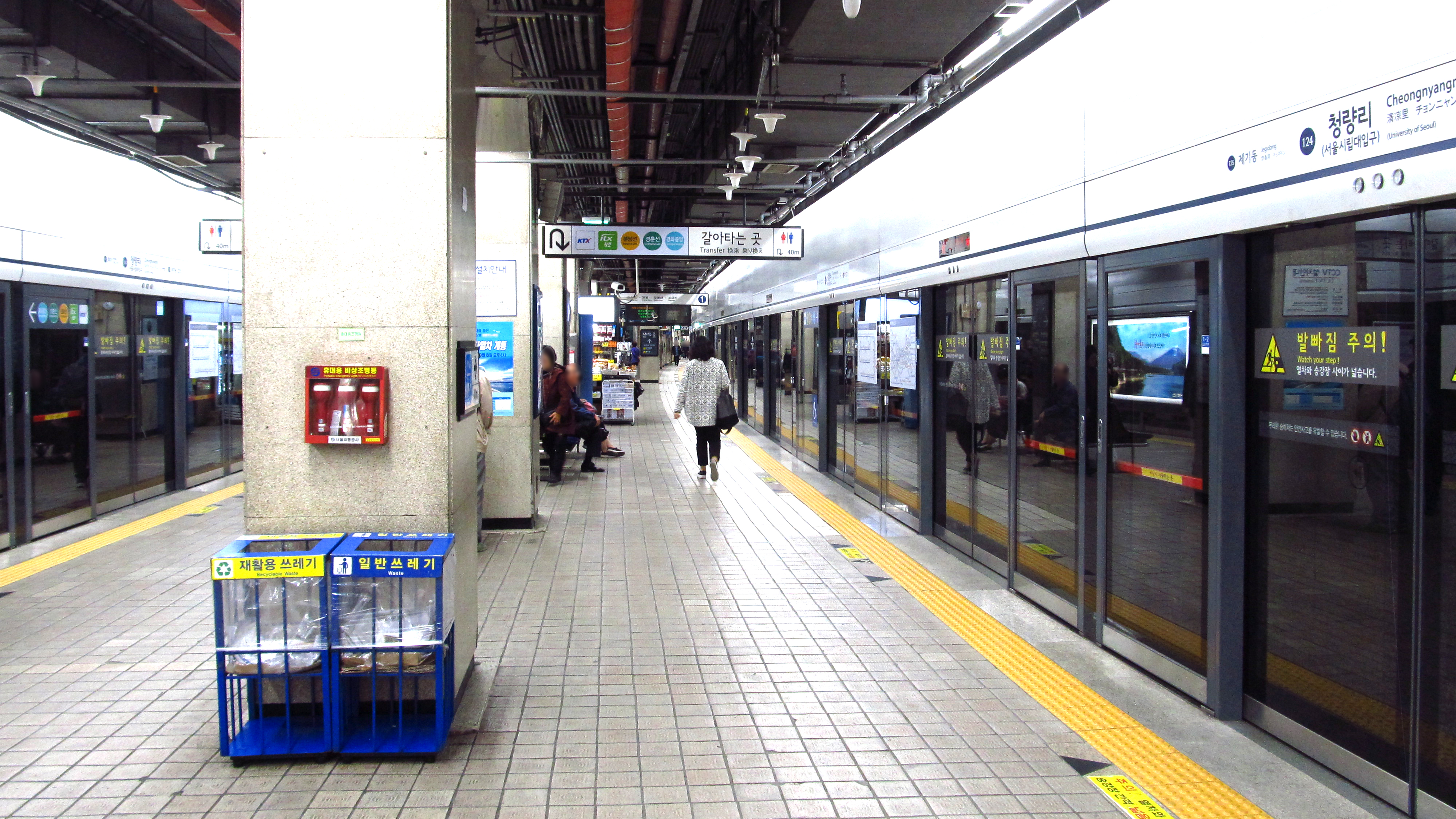
安装屏蔽门后的1号线站台
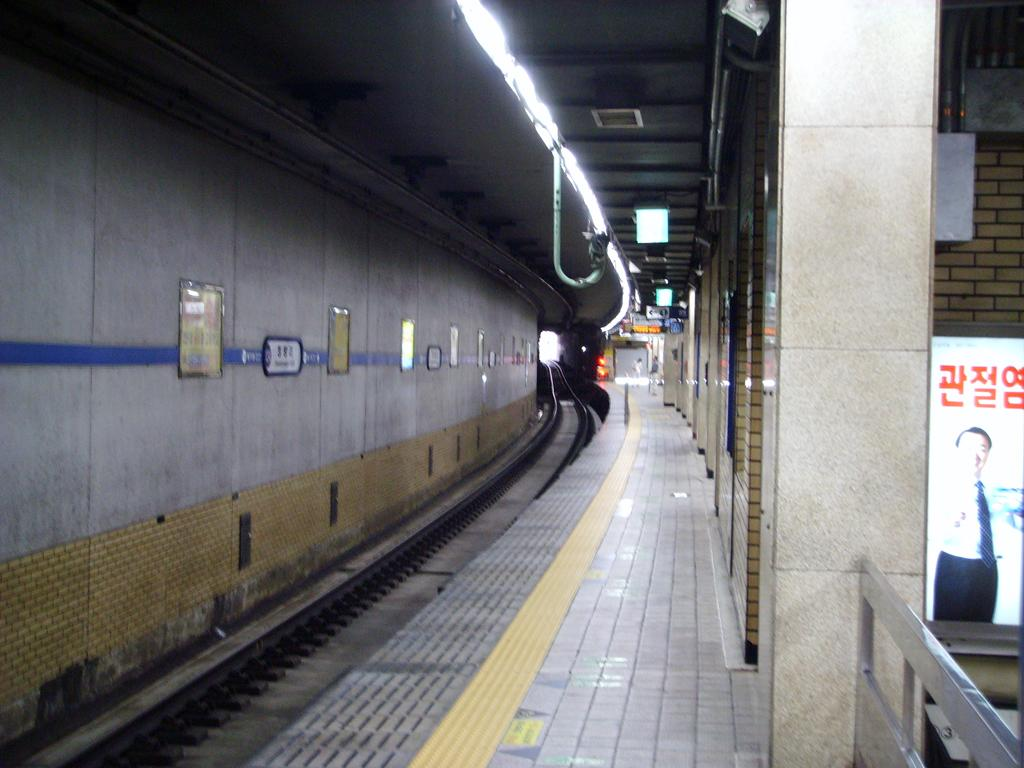
尚未安装月台幕门的月台（2007年）
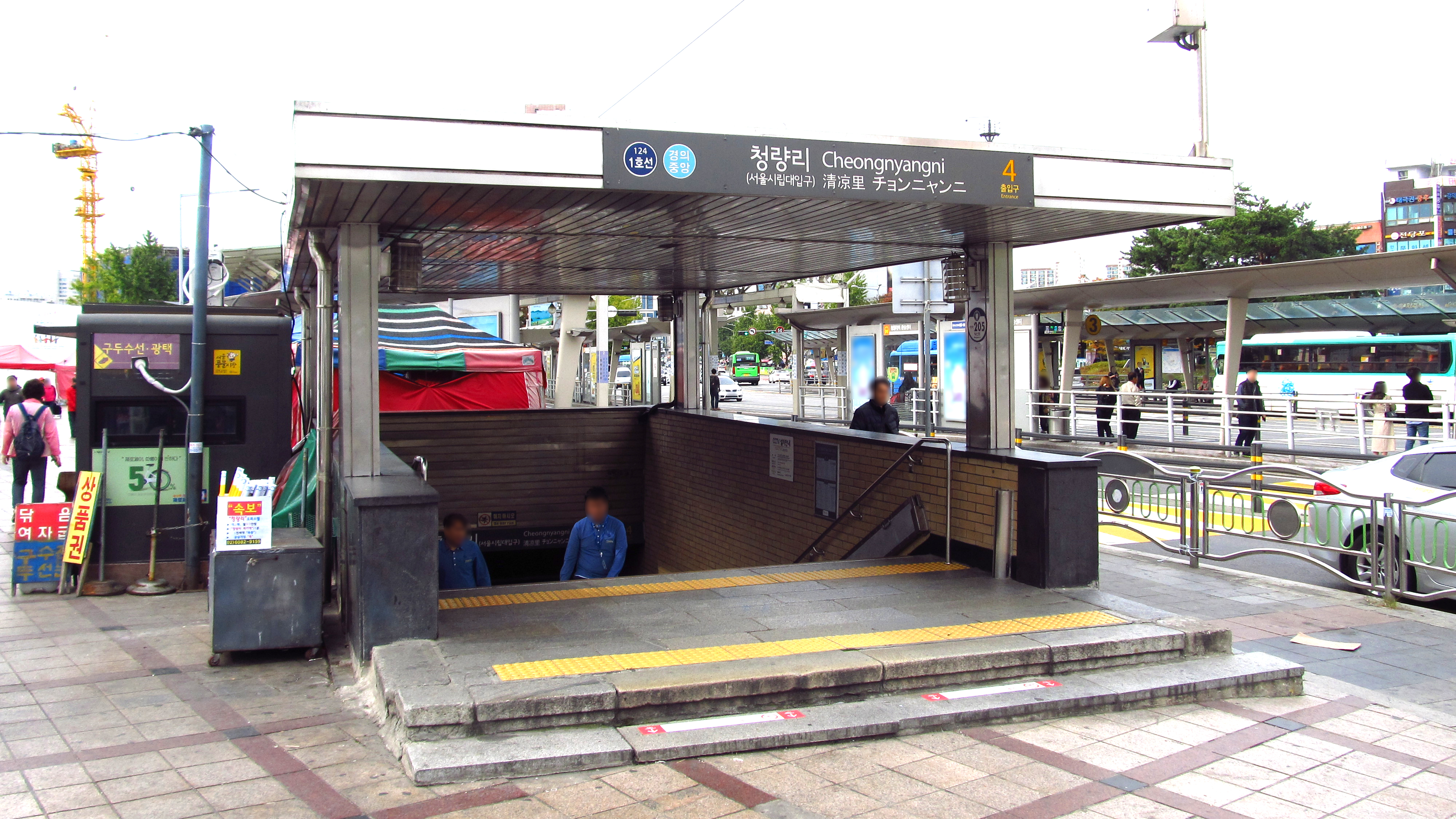
出入口
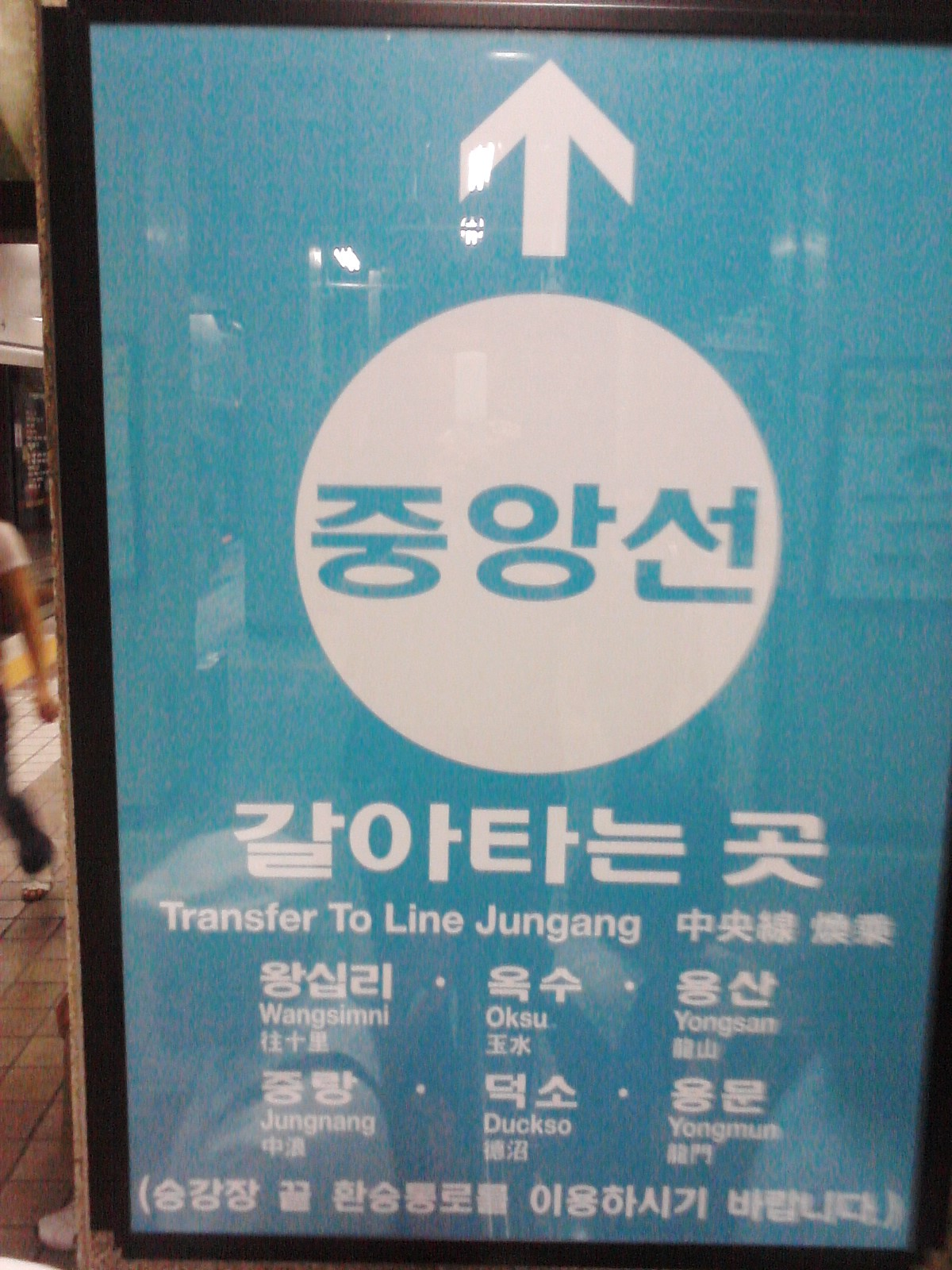
换乘指示

### 韓國鐵道公社月台
| ↑ 回基（京義·中央線、京春線）／↑ 議政府（京元線）／↑ 德沼（中央線）       |
| １２ \| ３４ \| ５６ \| ７８ \|                                           |
| 往十（京義·中央線、盆唐線）↓／首爾（京釜線）↓／起終點站（中央線、京春線） |

| 月台          | 路線                                  | 類別                                                           | 目的地 |
| ------------- | ------------------------------------- | -------------------------------------------------------------- | --- |
| 1             | ●首都圈電鐵水仁·盆唐線                | 所有列車                                                       | 水原、竹田、書峴、牡丹、宣靖陵、往十里方向                                                                                      |
| 2             | ●首都圈電鐵京春線                     | 所有列車                                                       | 退溪院、坪內好坪、加平、春川方向                                                                                                |
| 3（暂停使用） | 京江线                                | 江陵線KTX                                                      | 江陵、平昌方向 |
| 4             | ●首都圈電鐵京義·中央線                | 急行列車、一般列車                                             | 回基、九里、德沼、龍門方向 |
| 4             | 京春線                                | ITX-青春                                                       | 坪內好坪、加平、春川方向 |
| 5             | ●首都圈電鐵京義·中央線                | 急行列車、一般列車                                             | 往十里、二村、龍山、文山方向 |
| 5             | 京春線                                | ITX-青春                                                       | 龍山方向 |
| 6             | 中央線、京江线 太白線、京元線、旌善線 | 江陵線KTX、中央线KTX 无穷花号（中央线、太白线） 旌善阿里郎列車 | 江陵、平昌方向 首尔站，幸信方向 原州、堤川、榮州、安東方向 太白、釜田方向 東豆川、白馬高地方向 堤川、民東山、旌善、阿烏拉吉方向 |
| 7             | 中央線、京江线 太白線、京元線、旌善線 | 江陵線KTX、中央线KTX 无穷花号（中央线、太白线） 旌善阿里郎列車 | 江陵、平昌方向 首尔站，幸信方向 原州、堤川、榮州、安東方向 太白、釜田方向 東豆川、白馬高地方向 堤川、民東山、旌善、阿烏拉吉方向 |
| 8             | 中央線、京江线 太白線、京元線、旌善線 | 江陵線KTX、中央线KTX 无穷花号（中央线、太白线） 旌善阿里郎列車 | 江陵、平昌方向 首尔站，幸信方向 原州、堤川、榮州、安東方向 太白、釜田方向 東豆川、白馬高地方向 堤川、民東山、旌善、阿烏拉吉方向 |

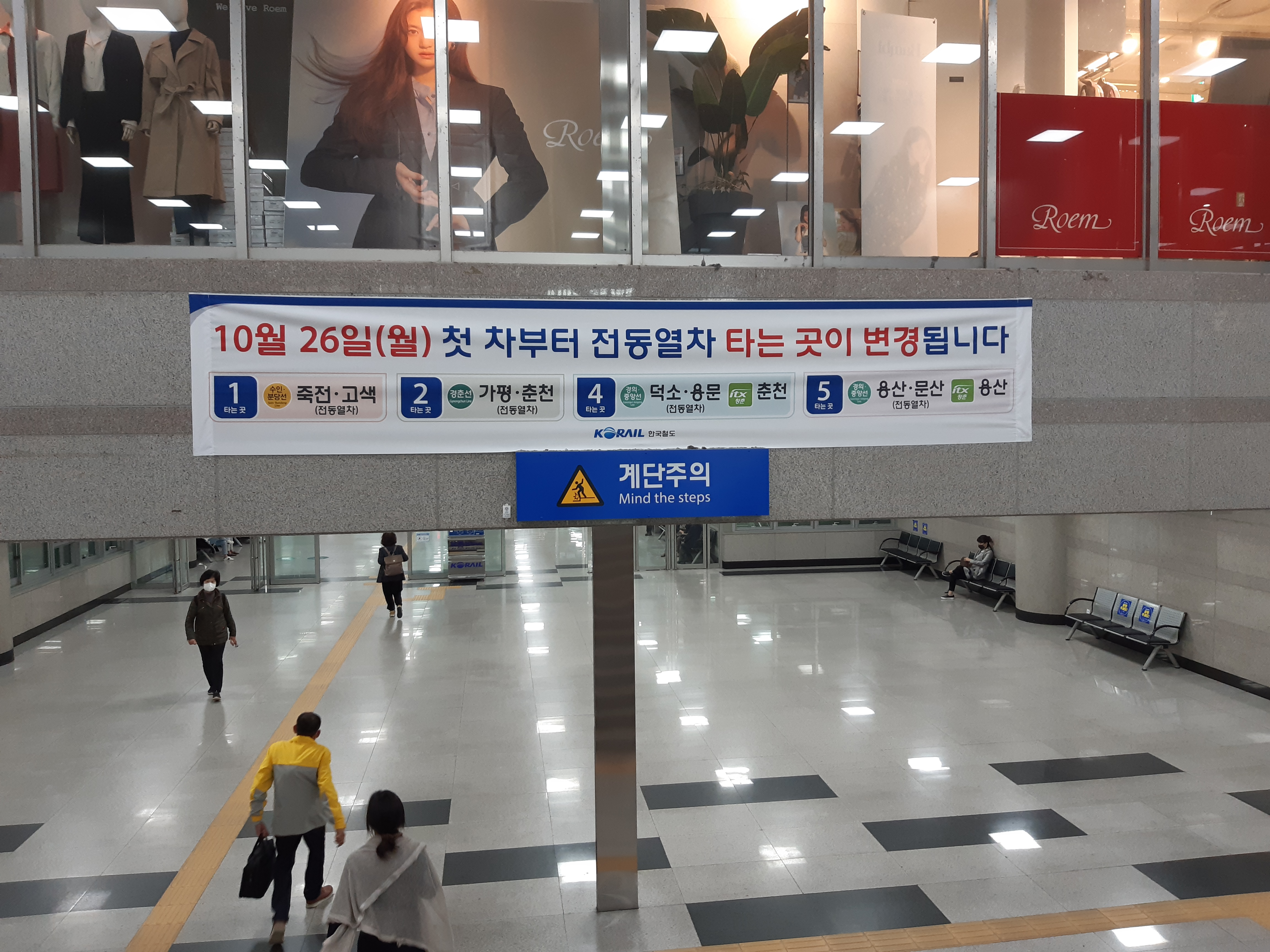
首都圈电铁站厅
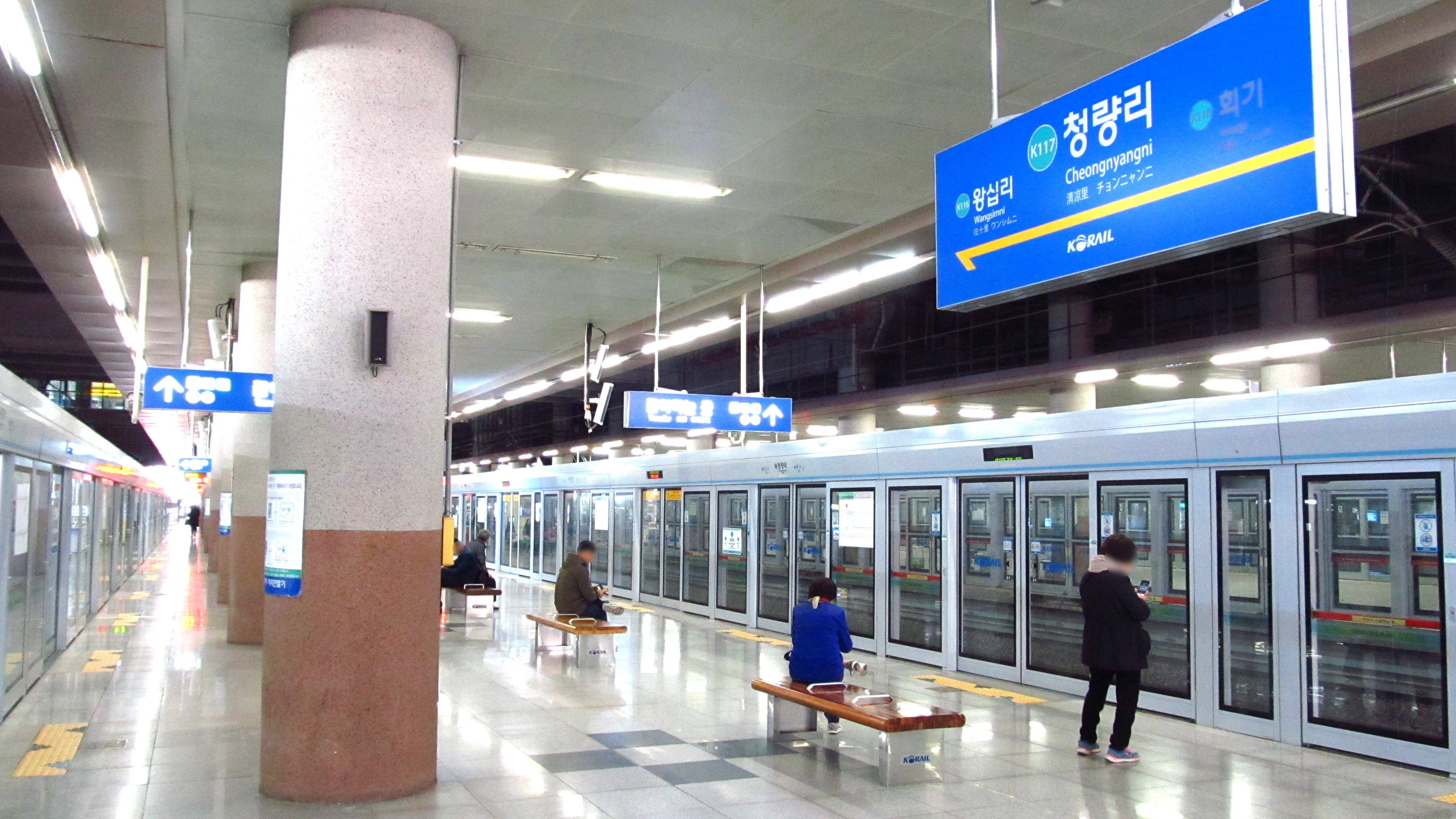
京義·中央線站台
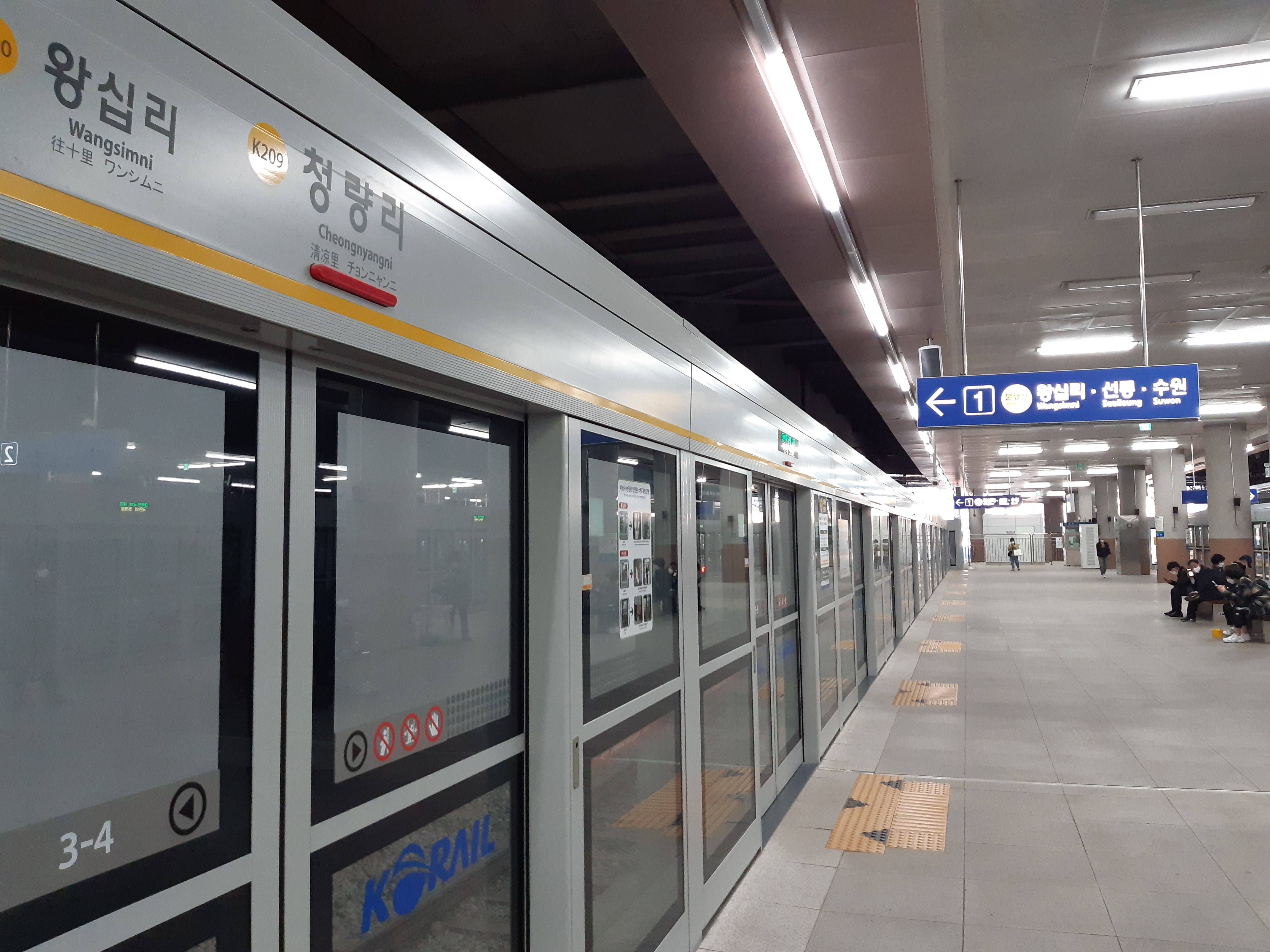
水仁·盆唐線站台屏蔽门
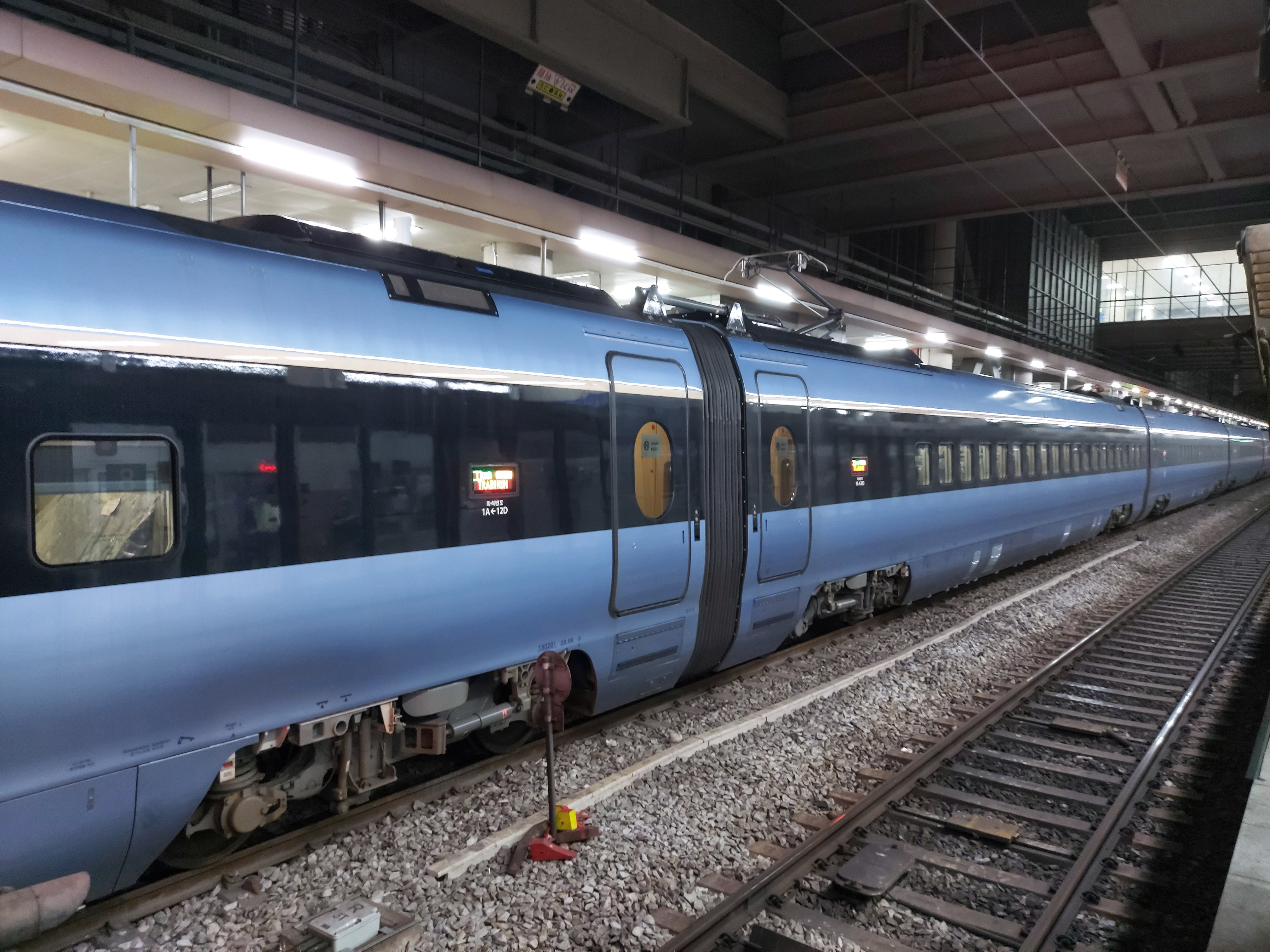
KTX-Eum停靠清凉里站台

3号月台因改造暂停使用，预计2024年重新开放。 （页面存档备份，存于）

## 歷史
韓國鐵道公社

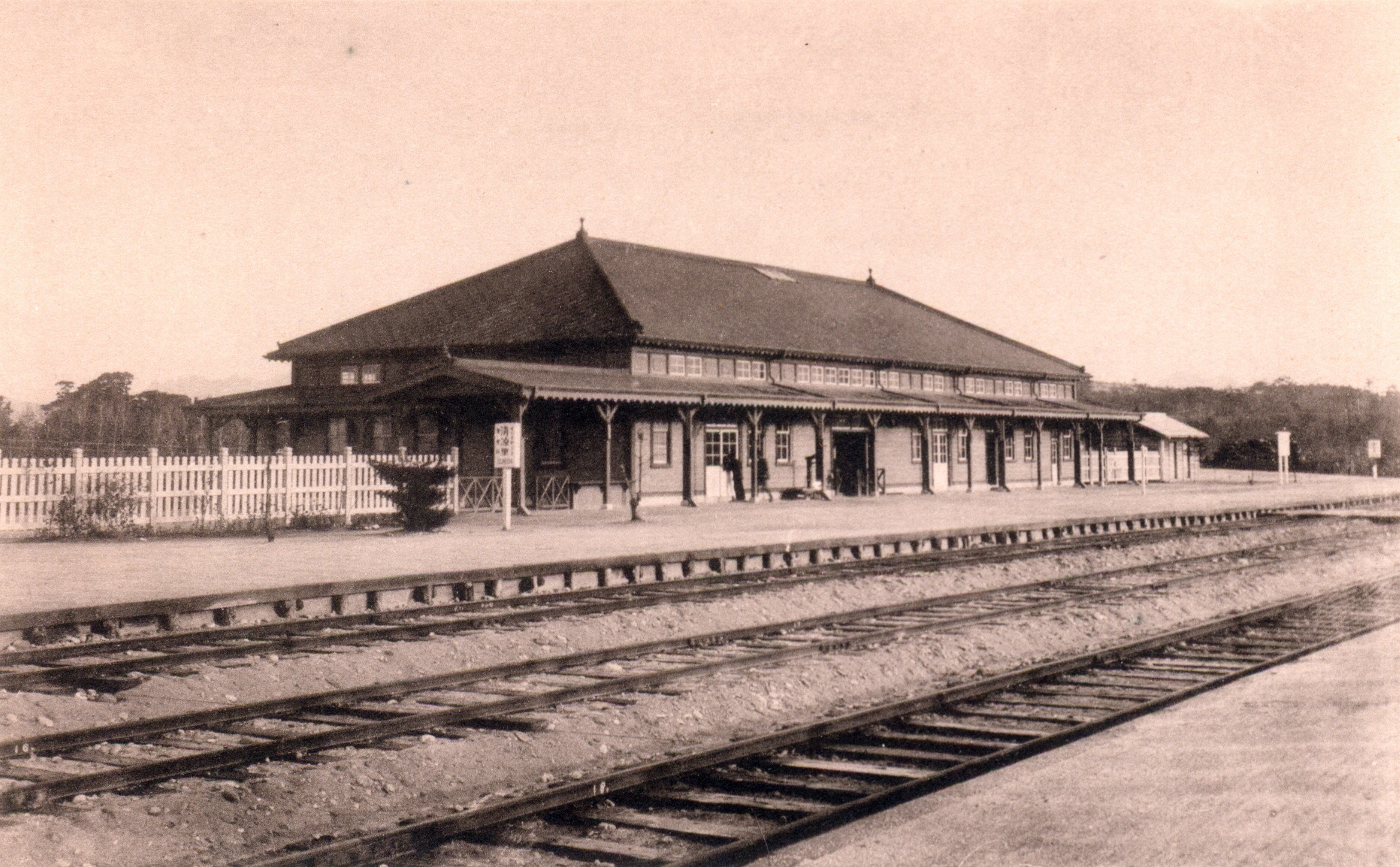
车站站房（1914年）

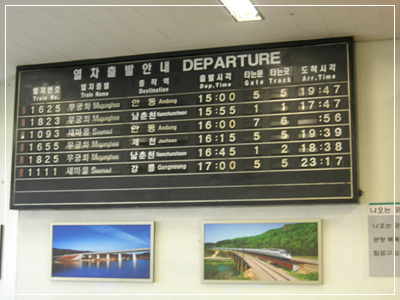
车站资讯显示牌（2005年）

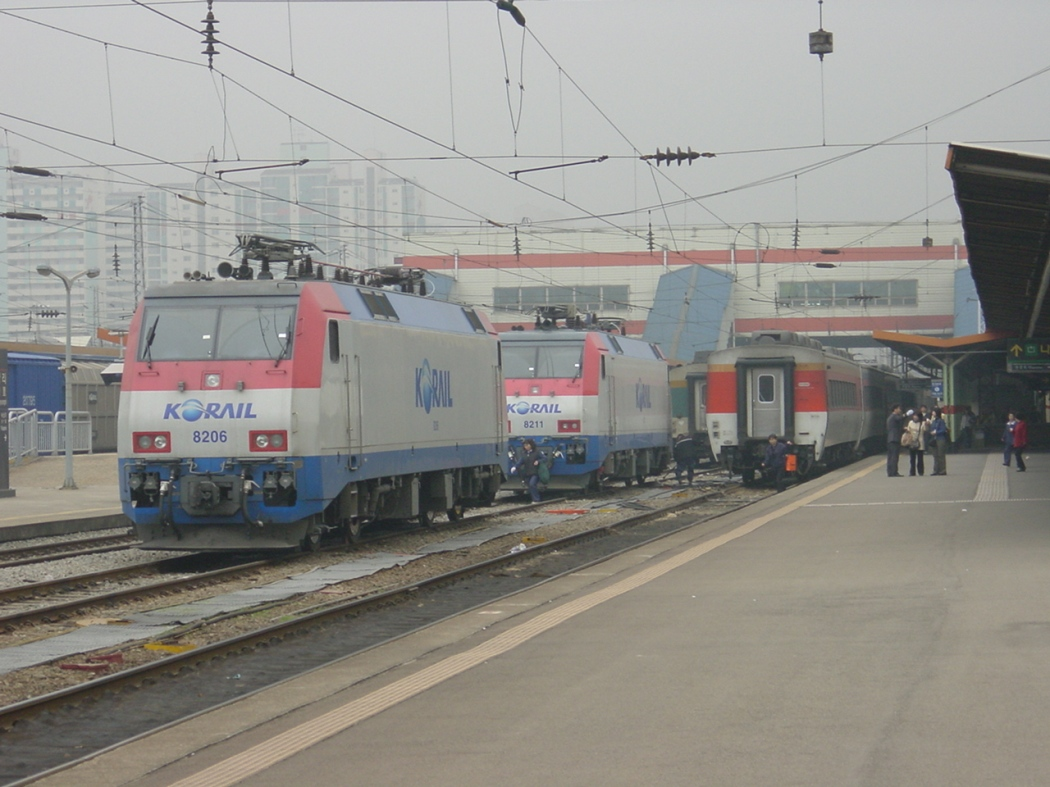
地面车站月台（2005年）

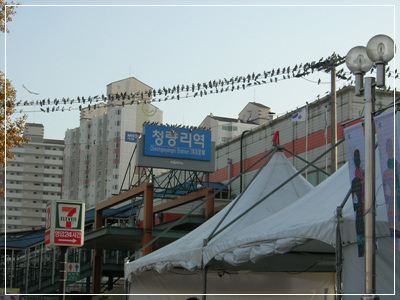
临时站舍（1999年-2009年）

- 1911年10月15日：京元線以普通站開始營業[1]。
- 1938年5月1日：改名為東京城站（／）[2]。
- 1938年7月8日：京春線清涼里站－春川站區間通車。
- 1939年：中央線清涼里站－楊平站區間通車。
- 1942年6月1日：站名改回清涼里站[3]。
- 1950年6月26日：舊車站建築因韓戰而毀壞。
- 1959年11月6日：新站舍落成。
- 1973年6月20日：中央線清涼里－堤川站區間電氣化工程完工，開始以電氣機關車運行。
- 1976年7月10日：停止處理貨物[4]。
- 1978年12月9日：首都圈電鐵1號線龍山－城北運行系統開通。
- 1988年11月1日：中央線清涼里站－安東站的新村號開始運行。
- 1990年3月15日：嶺東線清涼里站－東海站的新村號開始運行。
- 2005年12月16日：中央線改從首都圈電鐵1號線編入首都圈電鐵中央線同時車站編號由 K125 改為 K117。
- 2006年5月1日：停止處理小貨物。
- 2006年7月1日：組織改編，成為首都圈東部支社管轄站。
- 2006年9月13日：檢車庫獲指定為大韓民國登錄文化財（朝鲜语：대한민국의 등록문화재）。
- 2006年10月31日：清涼里站－江陵站及安東站的新村號停止運行。
- 2007年2月：拆除第二代車站，同時民營站舍（朝鲜语：민자역사）開工。
- 2010年3月5日：新建民營站舍（朝鲜语：민자역사）移前。
- 2010年8月18日：民營站舍（朝鲜语：민자역사）竣工[5]。
- 2010年8月20日：1號線與首都圈電鐵中央線的轉乘通道開通[6]。
- 2010年12月15日：中央線清涼里站－安東站的新村號恢復運行。
- 2010年12月21日：京春線清涼里站－南春川站的無窮花號停止運行。
- 2011年：京春線改造為高床月台（1、2號月台）
- 2012年2月28日：京春線龍山站－清涼里－春川站座席急行電動列車ITX-青春開始運行。
- 2013年4月12日：中部內陸循環列車（朝鲜语：중부내륙순환열차）開始運行。
- 2014年8月1日：和平列車開始運行。
- 2014年11月1日：中央線清涼里站－安東站的新村號停止運行，中央線清涼里站－榮州站ITX-新村開始運行。
- 2015年1月22日：旌善阿里郎列車（朝鲜语：정선아리랑열차）開始運行。
- 2015年6月1日：中部內陸循環列車（朝鲜语：중부내륙순환열차）改變運行系統。
- 2016年9月26日：首都圈電鐵京春線延長至清涼里站，單向20回運行。
- 2017年12月22日：江陵線KTX開始運行。
- 2018年12月31日：盆唐線延長運行平日上、下行運行18回[7]。

首爾交通公社
- 1974年8月15日：首爾地鐵1號線首爾站－清涼里站路段開通。
- 2005年12月21日：東廟站開業，1號線車站編號由 125 改為 124。
- 2009年10月29日：增設副站名首爾市立大學（서울시립대입구）[8]。
- 2010年8月20日：中央線與1號線的轉乘通道開通[6]
- 2014年1月24日：2號出口開通扶手電梯。

## 車站周邊
- 首爾市立大學
- 迦南教會
- 首爾東大門警察署
- 東大門稅務署
- 東西農產品市場
- 站前派出所
- 清凉里郵局
- 清凉里韓華車站購物中心
  - 樂天百貨清凉里店
  - 樂天瑪特清凉里店
  - 教保文庫
  - 清凉里樂天影城
- 清涼里傳統市場
- 清涼里精神病院
- NH農協銀行（朝鲜语：NH농협은행）清涼里分行
- 韓國鐵道公社清涼里車輛基地

## 利用狀況
ITX-青春的2012年資料開始運行日的2012年2月28日起計至12月31日為止共308日為基準換算。
| 路線            | 路線   | 每日平均乘車人數（人次） | 每日平均乘車人數（人次） | 每日平均乘車人數（人次） | 每日平均乘車人數（人次） | 每日平均乘車人數（人次） | 每日平均乘車人數（人次） | 每日平均乘車人數（人次） | 每日平均乘車人數（人次） | 每日平均乘車人數（人次） | 每日平均乘車人數（人次） | 備註   |
| 路線            | 路線   | 2000年                   | 2001年                   | 2002年                   | 2003年                   | 2004年                   | 2005年                   | 2006年                   | 2007年                   | 2008年                   | 2009年                   | 備註   |
| --------------- | ------ | ------------------------ | ------------------------ | ------------------------ | ------------------------ | ------------------------ | ------------------------ | ------------------------ | ------------------------ | ------------------------ | ------------------------ | ------ |
| 1號線           | 乘車   | 49,253                   | 47,682                   | 46,058                   | 45,909                   | 47,660                   | 48,423                   | 42,065                   | 40,929                   | 40,308                   | 38,730                   | [ 9 ]  |
| 1號線           | 下車   | 48,746                   | 46,265                   | 44,658                   | 44,775                   | 46,068                   | 46,845                   | 41,194                   | 40,385                   | 39,694                   | 38,414                   | [ 9 ]  |
| 1號線           | 上下車 | 97,999                   | 93,947                   | 90,716                   | 90,685                   | 93,728                   | 95,268                   | 83,259                   | 81,314                   | 80,001                   | 77,145                   | [ 9 ]  |
| 1號線（中央線） | 乘車   | 6,445                    | 5,493                    | 7,056                    | 8,687                    | 5,217                    | 4,990                    | 4,979                    | 4,932                    | 4,863                    | 4,842                    | [ 10 ] |
| 1號線（中央線） | 下車   | 8,056                    | 11,099                   | 9,950                    | 10,629                   | 7,419                    | 7,402                    | 6,511                    | 6,392                    | 6,243                    | 6,241                    | [ 10 ] |
| 路線            | 路線   | 每日平均乘車人數（人次） | 每日平均乘車人數（人次） | 每日平均乘車人數（人次） | 每日平均乘車人數（人次） | 每日平均乘車人數（人次） | 每日平均乘車人數（人次） | 每日平均乘車人數（人次） | 每日平均乘車人數（人次） | 每日平均乘車人數（人次） | 備註                     |        |
| 路線            | 路線   | 2010年                   | 2011年                   | 2012年                   | 2013年                   | 2014年                   | 2015年                   | 2016年                   | 2017年                   | 2018年                   | 備註                     |        |
| 1號線           | 乘車   | 36,590                   | 34,632                   | 33,361                   | 31,869                   | 31,264                   | 30,257                   | 29,686                   | 27,930                   | 26,466                   | [ 9 ]                    |        |
| 1號線           | 下車   | 36,487                   | 34,135                   | 33,474                   | 32,593                   | 31,987                   | 31,128                   | 30,729                   | 28,873                   | 27,462                   | [ 9 ]                    |        |
| 1號線           | 上下車 | 73,077                   | 68,767                   | 66,835                   | 64,462                   | 63,251                   | 61,385                   | 60,415                   | 56,803                   | 53,928                   | [ 9 ]                    |        |
| 京義·中央線     | 乘車   | 7,432                    | 10,766                   | 12,076                   | 14,175                   | 14,772                   | 15,234                   | 15,330                   | 15,216                   | 16,626                   | [ 10 ]                   |        |
| 京義·中央線     | 下車   | 8,998                    | 12,760                   | 14,411                   | 16,636                   | 17,168                   | 17,396                   | 17,342                   | 16,948                   | 18,098                   | [ 10 ]                   |        |
| ITX-青春        | 乘車   | 未開通                   | 未開通                   | 2,374                    | 3,057                    | 3,223                    | 3,048                    | 3,041                    | 2,778                    | 2,790                    | [ 10 ]                   |        |
| ITX-青春        | 下車   | 未開通                   | 未開通                   | 2,435                    | 3,065                    | 3,268                    | 3,004                    | 3,033                    | 2,797                    | 2,829                    | [ 10 ]                   |        |

## 相鄰車站
首爾交通公社
●首都圈電鐵1號線
京釜線A急行
清涼里（124）－祭基洞（125）
緩行
回基（123）－清涼里（124）－祭基洞（125）
韓國鐵道公社
●首都圈電鐵京義·中央線
中央急行、緩行
往十里（K116）－清涼里（K117）－回基（K118）
●首都圈電鐵京春線
急行、緩行
清涼里（K117）－回基（K118）
●首都圈電鐵水仁·盆唐線
盆唐急行、緩行
清涼里（K209）－往十里（K210）